# HV Tachos Waalwijk
Maillots
Le Handbalvereniging Tachos Waalwijk est un club de handball situé à Waalwijk qui évolue en Eredivisie.